# Palliduphantes ericaeus
Palliduphantes ericaeus es una especie de araña tejedora de sábana perteneciente al género Palliduphantes, categorizada en el grupo Araneomorphae, orden Araneae.
Fue descrita por John Blackwall en 1853. La especie aparece registrada y publicada en una sección de Descriptions of some newly discovered species of Araneida. Annals and Magazine of Natural History. (2) 11(61): 14-25 de 1853.
La longitud del cuerpo del macho mide 1,3-1,9 mm y el de la hembra 1,3-2,4 mm. Habita en praderas, también se encuentra en pastizales secos y brezales.

## Distribución
Se distribuye por Europa, en Bélgica, Chequia, Alemania, Dinamarca, Finlandia, Francia, Irlanda, Luxemburgo, Países Bajos, Noruega, Polonia, Rusia, Suecia y Reino Unido.